# Tetrapterys alternifolia
Tetrapterys alternifolia är en tvåhjärtbladig växtart som beskrevs av José Cuatrecasas. Tetrapterys alternifolia ingår i släktet Tetrapterys och familjen Malpighiaceae. Inga underarter finns listade i Catalogue of Life.